# Song For You
Song For You är en låt av gruppen The Poodles. Låten finns med på debutalbumet "Metal Will Stand Tall" från år 2006. En musikvideo är även gjord för låten.

## Låtlista
1. Song For You
2. Echoes From The Past (Live at Sweden Rock 2006)
3. Song For You (Live at Sweden Rock 2006)

## Listplaceringar
| Lista (2006) | Topplacering |
| ------------ | ------------ |
| Sverige      | 7            |